# Angus McSix
Gli Angus McSix sono una band power metal internazionale formata dal cantante svizzero Thomas Winkler e dal produttore, cantante e chitarrista tedesco Sebastian "Seeb" Levermann. L'album di debutto in studio, Angus McSix and the Sword of Power, è stato pubblicato il 21 aprile 2023 tramite Napalm Records . Ciascuno dei membri della band incarna un personaggio nella storia concettuale raccontata attraverso questo album.

## Storia
Gli Angus McSix si sono formati nell'agosto 2021 dopo la separazione dell'ex frontman dei Gloryhammer Thomas Winkler e dei suoi colleghi musicisti. Il leader della band tedesca Orden Ogan, Sebastian "Seeb" Levermann, ha contattato Winkler con l'idea di formare un nuovo supergruppo power metal . Ha suggerito Angus McSix come nome della band, in riferimento al personaggio teatrale Angus McFife da lui incarnato finora. Il nome rivela probabilmente la continuazione del precedente personaggio teatrale di Winkler, ma indica anche con un gioco di parole nei testi della band che il personaggio ha ricevuto un aggiornamento (diventando "uno migliore", poiché Fife è una lettera su Cinque) e d'ora in poi persisterà come un personaggio. versione più potente di se stesso. Per realizzare la storia e completare la band, i due fondatori hanno chiesto alla chitarrista italiana Thalia Bellazecca (ex Frozen Crown ) da un lato e Manu Lotter, ex batterista della band Rhapsody of Fire, dall'altro.
Il quartetto ha registrato le canzoni scritte da Winkler e Levermann ai Greenman Studios nel 2022 e si è incontrato in Serbia, dove hanno prodotto due video musicali per i loro primi due singoli Master of the Universe e Sixcalibur . Il primo singolo, Master of the Universe, è visto da molti fan come una frecciatina all'ex band di Winkler, che lo aveva espulso dalla band tramite e-mail dopo dieci anni.
Il 21 aprile 2023, l'album di debutto in studio di Angus McSix è stato pubblicato sotto l'etichetta Napalm Records, intitolato Angus McSix and the Sword of Power . Questo si riferisce al contenuto del testo della canzone, che continua la storia dell'immaginario principe ereditario scozzese Angus McFife XIII dopo la sua morte da eroe alla fine dell'album Gloryhammer cantato l'ultima volta da Winkler e che ora ritorna dal regno dei morti come una versione più forte di se stesso con il nome Angus McSix. L'album raggiunse il numero dieci nelle classifiche degli album tedeschi, il numero 16 nelle classifiche degli album svizzeri e il numero 26 nelle classifiche degli album austriaci, rendendolo il debutto di maggior successo di una band power metal in quei paesi. Ha anche raggiunto il numero 24 nelle classifiche rock e metal del Regno Unito.

## Stile musicale

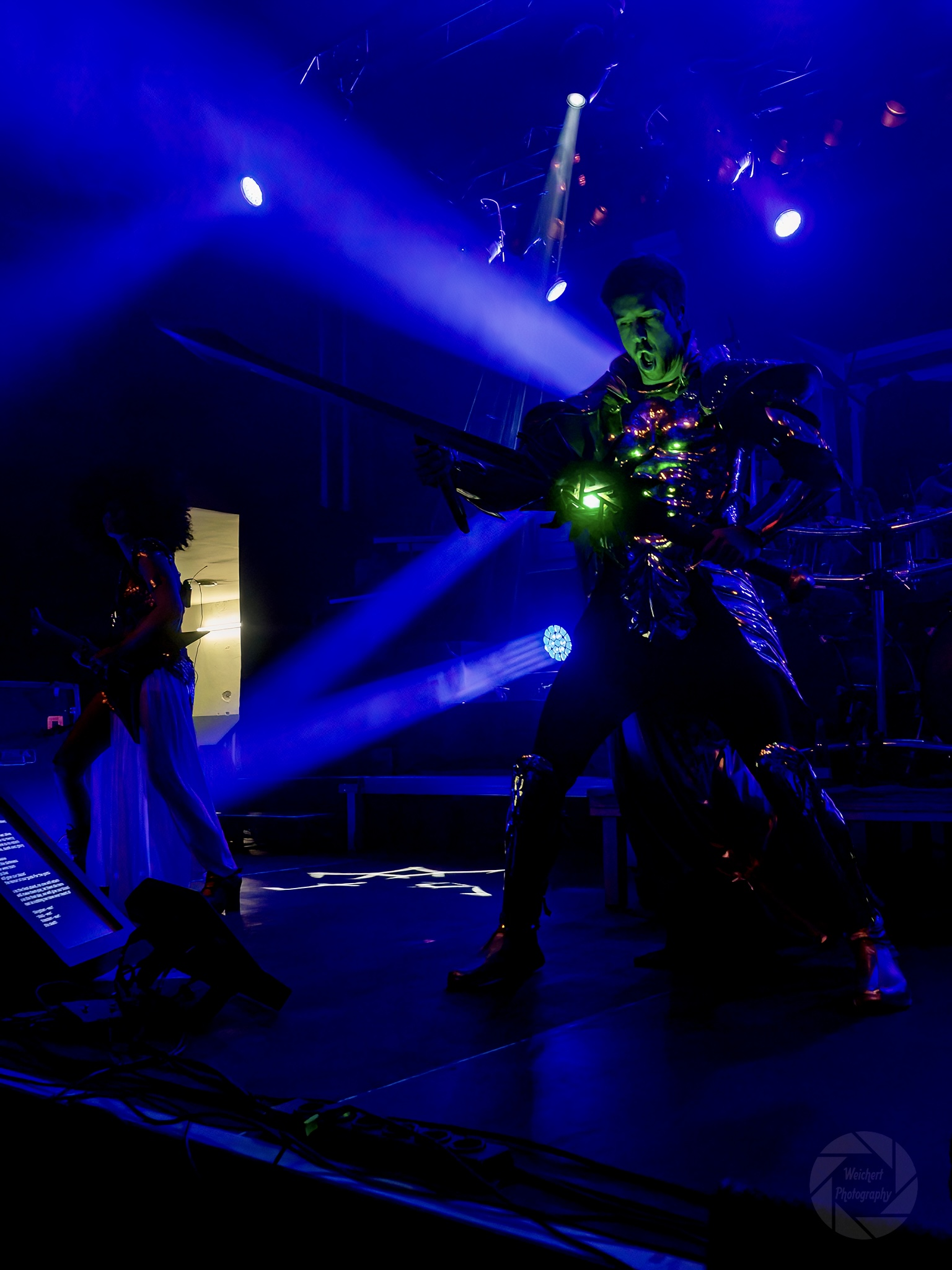
Angus McSix con Sixcalibur

Lo stile di Angus McSix è influenzato sia dal power metal della fine degli anni '90 che da elementi disco moderni. Altri vedono paralleli nella loro musica con la Sonata Arctica o i Blind Guardian. La voce è potente, sfaccettata e chiara, e è stata descritta dai revisori come rivoluzionaria per il genere e paragonata a Rob Halford o Ronnie James Dio. La struttura delle canzoni è per lo più in forma di versi classici.

## Formazione

### Attuale
- Sebastian "Seeb" Levermann/Arch Demon Seebulon, The Origin of all Evil - chitarra, basso, cori (2022-presente)
- Thalìa Bellazecca/Thalestris, Queen of the Lazer-Amazons of Caledonia – chitarra (2022-presente)
- Gerit Lamm/Ork Zero - batteria (2025-presente)
- Samuel Nyman/Prince Adam McSix - voce (2025-presente)

### Ex membri
- Thomas Winkler/Angus McSix, Starlord of the Sixtus Stellar System – voce (2022-2025)
- Manuel Lotter/Skaw! Buff Berserker from the North - batteria (2022-2025)

## Discografia

### Album in studio
- 2023 – Angus McSix and the Sword of Power (Napalm Records)

### Singoli
- 2023 – Master of the Universe
- 2023 – Angus McSix and the Sword of Power
- 2023 – Sixcalibur
- 2023 – Laser-Shooting Dinosaur
- 2023 – Ride to Hell

### Video musicali
- Master of the Universe
- Sixcalibur
- Laser-Shooting Dinosaur
- Ride to Hell